# هينريتش فابر
هينريتش فابر (بالألمانية: Heinrich Faber)‏ هو قائد جوقة الترتيل ‏ وملحن ألماني، ولد في 1490 في ليشتنفلز في ألمانيا، وتوفي في 26 فبراير 1552 في أولسنيتس في ألمانيا.

## وصلات خارجية
- هينريتش فابر على موقع ميوزك برينز (الإنجليزية)